# Uhřice, Kroměříž
Uhřice là một làng thuộc huyện Kroměříž, vùng Zlínský, Cộng hòa Séc.